# Samson Kemelmaher
Samson Kemelmaher (născut Șimșn Kemlmaher; în rusă Самсон Кемельмахер; în ebraică שמשון קעמלמאַכער‏‎; n. 11 ianuarie 1953, Călărași, RSS Moldovenească, URSS) este un evreu moldovean, cantautor de cântece evreiești în idiș și de chanson rus din Israel.

## Biografie
S-a născut în orașul Călărași din RSS Moldovenească (actualmente în R. Moldova). A absolvit liceul și școala de muzică din Chișinău. A cântat într-un ansamblu de țigani moldoveni, iar din 1980 (din momentul formării) și până la desființarea sa în 1993, a fost baterist al formației chișinăuiene „Ecou”, care a colaborat cu compozitorul Petre Teodorovici și i-a însoțit, printre altele, pe cântăreții Ion Suruceanu, Anastasia Lazariuc și Filip Kirkorov. A cântat și cu „Real Group” și „Orchestra Sonor”.
În 1987 a creat ansamblul Yiddishe Lid („Cântecul evreiesc”) sub îndrumarea lui Ilia Berșadski, în care a participat ca vocalist și cu care a făcut turnee în orașele Uniunii Sovietice. În 1990, compania de înregistrări „Melodia” din Moscova a lansat primul album al ansamblului, numit Main Lead – Main Labm („Cântecul meu – viața mea”), compus în întregime din melodiile lui Kemelmaher însuși. Discul s-a bucurat de un succes considerabil, cu unele piese interpretate de muzicieni klezmer din Occident. Un lucru caracteristic, este faptul că Kemelmaher își interpretează compozițiile exclusiv în dialectul basarabean al limbii ebraice.
În 1993 a emigrat în Israel (Rishon LeZion, Așdod), unde a reeditat într-o versiune extinsă discul Main Lead – Main Labm și un nou disc de cântece tradiționale evreiești și proprii ale sale, intitulat Beerishe fyn der mome („Moștenit de la mama mea”, 1993). De asemenea, a lansat și albumul bilingv (idiș-rus) Main shteitale Beltz („ștetlul meu Bălți”).